# 同盟宣教学園高等部 アライアンス・ミッション・スクール
同盟宣教学園高等部 アライアンス・ミッション・スクール(どうめいせんきょうがくえん アライアンス・ミッション・スクール)は、千葉県八千代市にある通信制高校サポート校である。

## 概要
広域通信制・単位制高校のサポート校として学習支援を行うほか、グラフィックデザイン、電子商取引に関する技術習得課程を有する各種学校である。

## 学部
- 高等部（三年制）
- 国際Ｅコマース専科（一年制）

## 交通
京成電鉄八千代台駅・東口から徒歩3分

## 校舎
- 本校 - 千葉県八千代市八千代台東1-10-13　エポラビル3Ｆ（高等部・Ｅコマース専科共通）